# گیلبرت تیلور
گیلبرت تیلور (انگلیسی: Gilbert Taylor; ۱۲ آوریل ۱۹۱۴ – ۲۳ اوت ۲۰۱۳) یک فیلم‌بردار اهل بریتانیا بود.

## فیلم‌شناسی
- خوکچه هندی (۱۹۴۸)
- خیانت ملی (۱۹۵۱)
- منفجرکننده‌های سد (۱۹۵۵)
- قایم موشک (۱۹۶۳)
- شب‌زنده‌داری با بزن و بکوب (۱۹۶۴)
- دکتر استرنجلاو (۱۹۶۴)
- انزجار (۱۹۶۵)
- بن‌بست (۱۹۶۶)
- جنون (۱۹۷۲)
- طالع نحس (۱۹۷۶)
- جنگ ستارگان (۱۹۷۷)
- طالع نحس ۲ (۱۹۷۸)
- دراکولا (۱۹۷۹)
- زهر (۱۹۸۲)